# Franck Ramus
Pour les articles homonymes, voir Ramus.
Franck Ramus, né en 1972, est un ingénieur français, chercheur en sciences cognitives et directeur de recherche au CNRS. Il dirige l'équipe « Développement cognitif et pathologie » au sein du laboratoire de sciences cognitives et psycholinguistique, rattaché à l'École normale supérieure de Paris.

## Biographie

### Jeunesse et études
Franck Ramus est ancien élève de l'École polytechnique (promotion 1992). Il est titulaire d'un diplôme d'études approfondies, avec un mémoire rédigé sous la direction de Jacques Mehler.
Le 27 avril 2006, il soutient sa thèse d'habilitation à diriger des recherches intitulée Origines cognitives, cérébrales et génétiques des troubles de l’acquisition du langage.

### Parcours professionnel
Il est directeur de recherches au CNRS et professeur attaché à l'École normale supérieure. Il travaille au Laboratoire de sciences cognitives et psycholinguistique, Institut d'étude de la cognition, École normale supérieure à Paris, au sein duquel il dirige l'équipe « Développement cognitif et pathologie ». Il est également codirecteur d'un master en sciences cognitives (ENS, EHESS, université Paris-Descartes). Franck Ramus est membre du comité de parrainage scientifique de l'Association française pour l'information scientifique (AFIS) et de sa revue Science et pseudo-sciences.

## Travaux
En 2016, le sociologue français Stanislas Morel cite Franck Ramus comme « l'un des chercheurs français les plus impliqués dans la recherche en NC [Neurosciences cognitives] sur les TSA [autisme] ». Ses premiers travaux ont porté sur la typologie rythmique des langues. D'après le biologiste Yves Christen, les travaux de Ramus avec ses collègues de l'École des hautes études en sciences sociales, publiés en 2000, tendent à montrer que les propriétés langagières sont communes aux êtres humains et aux singes. Ses recherches plus récentes portent sur le développement cognitif de l'enfant, ses troubles (dyslexie développementale, trouble spécifique du langage, autisme), ses bases cognitives et cérébrales, et ses déterminants génétiques et environnementaux.
En collaboration avec Anne-Lise Giraud, directrice d'une équipe Inserm à l’École normale supérieure, et Katia Lehongre, chercheuse au sein de son équipe, il décrit une seule et unique anomalie dans le cortex auditif gauche des dyslexiques qui pourrait être à l'origine de trois différents symptômes. Ce trouble toucherait environ 5 % des Français selon Franck Ramus.
Dans l'ouvrage Les Gardiens de la Raison, Ramus est décrit comme l'un des soutiens dans le monde universitaire français du courant « néorationaliste » incarné aux États-Unis notamment par Mark Lilla et Steven Pinker, que Ramus a invité pour une conférence à l’École normale supérieure,. Il est également proche de l'essayiste Peggy Sastre. Franck Ramus répond aux auteurs de l'ouvrage concernant les extraits qui le concernent sur son blog dédié,.

## Prises de position

### Opposition à la psychanalyse
La sociologue française Céline Borelle cite Franck Ramus comme un membre important du KOllectif du 7 janvier, initialement créé en soutien à la diffusion du reportage critique de la psychanalyse Le Mur, et qui a publié un manifeste en faveur d'une psychologie et d'une psychiatrie fondées sur les preuves scientifiques. Durant un entretien accordé en 2012 au Cercle Psy, il affirme que la psychanalyse maltraite non-seulement les personnes autistes, mais aussi des personnes concernées par d'autres problématiques.
En octobre 2019, il signe la pétition intitulée « Pourquoi les psychanalystes doivent être exclus des tribunaux ».
En 2023, il s'oppose aux déclarations de la psychanalyste Caroline Goldman au sujet du « Time Out » (envoi des enfants en isolement dans leur chambre pour les punir).
En commentaire d'un article de Franck Ramus dans The British Journal of Psychiatry (en), une historienne de la psychanalyse écrit que l'opposition de Ramus à la neuropsychoanalyse, qu'il n'a selon elle pas fait l'effort de comprendre et ne considère que comme une tentative de « réhabilitation » de Freud, s'inscrit dans une manœuvre classique, déjà décrite par John Forrester, qui consiste à soutenir que si ce que dit Freud est juste, c'est une idée que celui-ci avait volée ailleurs, et si ce qu'il dit est faux, cela lui appartient entièrement. Elle conclut que « son absence totale de doute quant à ce que sont et font (les pratiques hétérogènes de) la psychanalyse et la neuropsychanalyse garantit que pour lui, toute enquête supplémentaire serait inutile. Sa certitude scientifique et morale est à la fois remarquable et consternante. » Dans le même journal, Ramus a publié une réponse aux différents commentaires suscités par son article, notamment :  « que la manœuvre soit "classique" importe peu par rapport à son bien-fondé. La question de savoir si les idées freudiennes largement acceptées concernant l'existence de processus inconscients, de motifs inconscients, de conflits entre les désirs, la raison et les contraintes de la société, etc. ont été "découvertes" par Freud ou proviennent de penseurs antérieurs est simplement une question empirique que l'on peut trancher en consultant les travaux de Janet, Galton, Charcot, Krafft-Ebing, Schopenhauer, Nietzsche et d'autres encore. La question de savoir si ses contributions les plus originales à ces idées (par exemple le complexe d'Œdipe) ont une quelconque validité est également une question empirique. »

### Autisme
Ramus affirme le caractère neurodéveloppemental de l'autisme, reconnu au niveau international, pour en expliquer les causes. Considérant l'autisme davantage comme une différence, il argumente en 2017 sur France Culture que les classifications des maladies, qu'il qualifie d'« athéoriques », ont des limites, qu'il y a un continuum entre le normal et le pathologique, le caractère purement statistique de la notion de maladie ou de trouble, l'absence de seuil qualitatif entre les personnes en bonne santé et malades, et que les stéréotypies des non-autistes sont, elles, considérées comme naturelles et socialement acceptables. Il critique la prédominance de la psychanalyse, en particulier pour la prise en charge de l'autisme en France,,. Il analyse l'épidémiologie de l'autisme comme résultant surtout d'un meilleur diagnostic, réfutant l'existence d'une « épidémie »,.

### Haut potentiel intellectuel
Franck Ramus s'oppose aussi au discours selon lequel une majorité d'enfants intellectuellement précoces sont en échec scolaire, ou ont des difficultés psychologiques. Avec d'autres chercheurs, il critique l'étude selon laquelle des chercheurs américains affirment qu'un gène lié à la production de matière blanche dans le cerveau influencerait à hauteur de 46 % la réussite dans l'apprentissage d'une langue étrangère. Franck Ramus affirme que « l’observation des différences individuelles n’enlève rien à l’intuition d’une forme d’intelligence générale qui s’appliquerait à de nombreux domaines de la vie ».

### Orthographe
Franck Ramus est favorable a une refonte complète de l'orthographe française, remplaçant la graphie actuelle par « une écriture totalement phonétique ». Il estime que cela permettrait de consacrer moins de temps à l'apprentissage  du français, libérant du temps pour les autres matières.

### Exposition des enfants aux écrans
Franck Ramus appelle à ne pas diaboliser les écrans et s'oppose à La Société française de pédiatrie qui préconise l'absence de l'usage des écrans avant 6 ans,. Selon le chercheur, « aucune étude ne montre d'effet causal de l'exposition aux écrans sur le développement socio-relationnel et affectif, sur le développement neurologique, ou sur les capacités attentionnelles ». France Info remet cependant en cause sa neutralité et précise qu'il existe une proximité entre son laboratoire de sciences cognitives et les multinationales du numérique tels que Méta, propriétaire de Facebook. Franck Ramus assure de son côté n'avoir  « aucun lien d'intérêt avec Meta ».

## Publications universitaires
Franck Ramus a publié plusieurs travaux universitaires, dont :
- Franck Ramus et al, Theories of developmental dyslexia: insights from a multiple case study of dyslexic adults, Brain, Volume 126, Numéro 4, avril 2003, pages 841–865 en ligne;
- Franck Ramus, Marina Nespor et Jacques Mehler, Correlates of linguistic rhythm in the speech signal, Cognition, 73(3), décembre 1999, p. 265-292, doi:10.1016/S0010-0277(00)00101-3 ;
- Developmental dyslexia: specific phonological deficit or general sensorimotor dysfunction ?, Current Opinion in Neurobiology, april 2003; 13(2):212-8, doi: 10.1016/s0959-4388(03)00035-7
- Language discrimination by human newborns and by cotton-top tamarin monkeys, Science, 288 (5464):349-51, mai 2000, doi:10.1126/science.288.5464.349

## Expertise
- Membre du comité de parrainage de l'Association française pour l'information scientifique (2012 –)[33]
- Membre du Scientific Advisory Committee  Dyslexia International[34] (2010 –)[35]
- Membre du Board of Associate Editors Cognitive Neuropsychology, (2010 –)[36]
- Membre du comité scientifique de la Fédération française des dys (2006 –)
- Membre du comité scientifique du Réseau TAP Ile-de-France Sud[37](2006 –)
- Membre de la Developmental and pediatric neurology Faculty (2006–2011)
- Membre de l'Editorial Board of Cognition[38] (2002–2006)
- Membre du conseil scientifique de l'Éducation nationale (2018)[39]
- Membre du conseil scientifique de l'AFEAAS
- Expertise pour diverses revues scientifiques[40]

## Publications grand public

### Ouvrages
- Alain Bentolila (dir.), Bruno Germain (dir.), Catherine Jousselme et Franck Ramus, Apprendre à lire pour les nuls, Éd. First, coll. « Pour les nuls », aout 2016 (ISBN 978-2754090278).
- « Les Enfants sauvages à la lumière des sciences cognitives », dans D. Lévy-Bertherat (dir.) et M. Lévêque (dir.), Enfants sauvages : Représentations et savoirs, Paris, Hermann, 2017.
- Quelles questions pose l'autisme, et comment y répondre ?, Paris, Dunod, 3 mars 2016, 271 p. (ISBN 978-2-10-071307-3, lire en ligne).

### Articles
- Nicolas Gauvrit et Franck Ramus, « La Légende noire des surdoués », La Recherche,‎ mars 2017 (lire en ligne, consulté le 9 août 2020).
- « Comprendre le système de publication scientifique », Science et pseudo-sciences,‎ avril 2014 (lire en ligne, consulté le 25 juin 2017).
- « Définir et diagnostiquer la dyslexie », Mon Cerveau à l'école,‎ 13 novembre 2012 (lire en ligne, consulté le 25 juin 2017).
- « De l’origine biologique de la dyslexie », Psychologie et Éducation,‎ 2005, p. 81-96 (lire en ligne).
- « Dyslexie, troubles associés et évolution », Mon Cerveau à l'école,‎ 13 novembre 2012 (lire en ligne, consulté le 25 juin 2017).
- « « Être Charlie », c'est aussi reconnaître la responsabilité des religions », Huffington Post, Québec,‎ 19 mars 2015 (lire en ligne, consulté le 25 juin 2017).
- « Influences génétiques et psychosociales sur le développement cognitif », Le Journal des psychologues, no 251,‎ 1er janvier 2011, p. 27–30 (ISSN 0752-501X, lire en ligne, consulté le 25 juin 2017).
- « L'Intelligence humaine, dans tous ses états », Cerveau et Psycho.fr, no 9,‎ février-avril 2012 (lire en ligne, consulté le 25 juin 2017).
- « Introduction à la dyslexie », Mon Cerveau à l'école,‎ 13 novembre 2012 (lire en ligne, consulté le 25 juin 2017).
- « « Mets-toi ça dans la tête ! » : Les stratégies d’apprentissage à la lumière des sciences cognitives », L'Expresso,‎ 7 novembre 2016 (lire en ligne, consulté le 25 juin 2017).
- « Les Neurosciences, un épouvantail bien commode », Cités, no 60,‎ 26 janvier 2015, p. 53–70 (ISSN 1299-5495, lire en ligne, consulté le 25 juin 2017).
- « Peut-il y avoir une exception française en médecine ? », Le Monde.fr,‎ 26 septembre 2012 (ISSN 1950-6244, lire en ligne, consulté le 25 juin 2017).
- « Peut-on parler d'une épidémie d’autisme ? », The Conversation,‎ 14 mai 2017 (lire en ligne, consulté le 25 juin 2017).
- « Les Traitements de la dyslexie », Mon Cerveau à l'école,‎ 13 novembre 2012 (lire en ligne, consulté le 25 juin 2017).
- Anne-Marie Chartier et Franck Ramus, « Troubles dans l’apprentissage de la lecture », XYZep, revue du Centre Alain Savary - Éducation prioritaire - ifé,‎ mars 2008 (lire en ligne, consulté le 7 novembre 2020).

### Préfaces
- Pierre Fourneret et David Da Fonseca (préf. Franck Ramus), Les Enfants Dys, Elsevier Masson, 2018.

## Distinctions
- 2022 : Jeffrey L. Elman Prize[41].